# Jorma Valkama
Jorma Rainer Valkama (4 ottobre 1928 – 11 dicembre 1962) è stato un lunghista finlandese.
Morì in un incidente automobilistico, mentre era ancora in attività.

## Palmarès

### Olimpiadi
- Bronzo a Melbourne 1956 nel salto in lungo